# Dimitrij Vladimirovič Golicin
Knez Dimitrij Vladimirovič Golicin (rusko Дми́трий Влади́мирович Голи́цын), ruski general, * 1771, † 1844.
Bil je eden izmed pomembnejših generalov, ki so se borili med Napoleonovo invazijo na Rusijo; posledično je bil njegov portret dodan v Vojaško galerijo Zimskega dvorca.

## Življenje
Že leta 1774 je bil vpisan v sestavo Preobraženskega polka (leta 1777 je bil povišan v vodnika). V letih 1782−86 se je izobraževal na Univerzi v Strasbourgu in januarja 1786 je bil povišan v korneta; šolanje je nadaljeval v Parizu.
Sodeloval je v zatrtju poljskega upora leta 1794. Maja 1797 je bil povišan v polkovnika in 5. avgusta 1798 je bil povišan v generalmajorja ter imenovan za poveljnika kirasirskega polka. 14. januarja 1804 je bil povišan v generalporočnika. Poleti 1806 je postal poveljnik 4. divizije, s katero se je udeležil kampanje leta 1806-07. V bojih s Francozi se je odlikoval kot sposoben konjeniški poveljnik. V letih 1808-09 je sodeloval tudi v bojih s Švedi. Ker so bili njegovi uspehi med vojno pripisani drugemu, je 8. aprila 1809 dal odpoved.
Šele potem, ko je Kutuzov postal vrhovni poveljnik v avgustu 1812, se je lahko vrnil v aktivno vojaško službo; postal je poveljnik Kirasirskega korpusa, s katerim se je odlikoval v bitki za Borodino. Med kampanjo leta 1813-14 je bil poveljnik konjeniškega rezervnega korpusa, s katerim se je med drugim udeležil tudi bitke za Dresden, za Leipzig, za Pariz,...
Po vojni je v letih 1814−1818 poveljeval 1. rezervnemu konjeniškemu korpusu, 1. in 2. gardni diviziji, v letih 1818−1820 pa 2. pehotnemu korpusu. 6. januarja 1820 je postal generalni guverner Moskve in naslednje leto je postal državni svetnik.
Konec leta 1843 so mu odkrili raka; umrl je med operacijo.